# Thecopsammia socialis
Espèce
Statut CITES
Thecopsammia socialis est une espèce de coraux appartenant à la famille des Dendrophylliidae.